# ミライダネ!
『NEC presents ミライダネ!』（エヌ・イー・シー・プレゼンツ・ミライダネ!）は、2017年4月1日から2018年3月31日までテレビ東京と日経映像の共同製作により、テレビ東京系列局で放送されたドキュメンタリー番組である。放送時間は毎週土曜 22:30 - 23:00（日本標準時）。

## 概要
「ICT」「IoT」「AI」など次々にアップデートされる技術革新の様相を、「まだ知られていない“最新技術”のスゴさとは一体どういうものなのか」「開発に取り組む人々はどんな思いで働いているのか」「私たちはどんな未来を創ることができるのか」という視点から取材するドキュメンタリー番組。
前番組『Crossroad』の末期と同様、NECを筆頭とする複数社提供で放送されている。

## 出演者

### ナレーター
- 春風亭昇々

### リポーター
- 比嘉バービィ
- 澤田南
- 宮島咲良
- 戸室穂美

## 放送リスト
| 2017年                                               | 2017年   | 2017年                                                  | 2017年                          |
| 回                                                   | 放送日   | サブタイトル                                            | 備考                            |
| ---------------------------------------------------- | -------- | ------------------------------------------------------- | ------------------------------- |
| 1                                                    | 4月1日   | ICT味覚センサーで食の未来を変える                       |                                 |
| 2                                                    | 4月8日   | ネットでらくらく印刷 客も工場も喜ぶミライ技術           |                                 |
| 3                                                    | 4月15日  | IoTを身近な暮らしに繋げる                               |                                 |
| 4                                                    | 4月22日  | スマホを使って、牛の生活状態や治療の履歴をクラウド管理! |                                 |
| 5                                                    | 4月29日  | 言葉の壁をとりはらえ!                                   |                                 |
| 6                                                    | 5月6日   | 魚をおいしく楽しめる流通革命!                           |                                 |
| 7                                                    | 5月13日  | 家具業界で活躍する最新ARアプリ                          |                                 |
| 8                                                    | 5月20日  | 医者と患者の距離を縮めるミライ技術                      |                                 |
| 9                                                    | 5月27日  | モノを触った“触覚”を伝えよ                              |                                 |
| 10                                                   | 6月10日  | 誰でも分かるミライの技術!「AIって何?」                  |                                 |
| 11                                                   | 6月17日  | 脳波を使って感情の見える化                              |                                 |
| 12                                                   | 6月24日  | 介護現場を変えるセンサー技術                            |                                 |
| （6月3日は『世界卓球×全仏テニス』の中継のため休止）  |          |                                                         |                                 |
| 13                                                   | 7月1日   | 新たなコミュニケーションを生み出す?VRの最新技術!        |                                 |
| 14                                                   | 7月8日   | 植物を元気に育てるセンサー技術                          |                                 |
| 15                                                   | 7月15日  | レジ待ちの行列を解消する技術                            |                                 |
| 16                                                   | 7月22日  | 1人に1台!? 一緒に暮らせるロボット                       |                                 |
| 17                                                   | 7月29日  | 空飛ぶスマホ！!ローンの秘密                             |                                 |
| 18                                                   | 8月5日   | 使われていないエネルギーを探せ！                        |                                 |
| 19                                                   | 8月12日  | 身につければ健康になる!?ウエアラブルの技                |                                 |
| 20                                                   | 8月19日  | もっと便利に!地域を救う自動運転                         |                                 |
| 21                                                   | 8月26日  | ICTで健康を作れ                                         |                                 |
| 22                                                   | 9月2日   | 意外なものを生め!                                       |                                 |
| 23                                                   | 9月9日   | 職人不足で家が建たない!? 建設現場を救うICT              |                                 |
| 24                                                   | 9月16日  | 熟練技を絶やすな!                                       |                                 |
| 25                                                   | 9月23日  | 3Dプリンターで変わる生活                                | 23:00から放送（30分繰り下げ）。 |
| 26                                                   | 9月30日  | ゲリラ豪雨から身を守れ!? 防災の新技術                   |                                 |
| 27                                                   | 10月7日  | 子どもが超笑顔!学び方が変わる                           |                                 |
| 28                                                   | 10月14日 | 騒音がなくなる!? ミライ技術                             |                                 |
| 29                                                   | 10月21日 | 名刺管理で変わるビジネス                                |                                 |
| 30                                                   | 10月28日 | 自分の分身!? 人と人を繋ぐロボット                       |                                 |
| 31                                                   | 11月4日  | 人間の感性に迫る!? 進化するAI                           |                                 |
| 32                                                   | 11月11日 | ミライ技術で農業を救え!                                 |                                 |
| 33                                                   | 11月18日 | スポーツを変える!? 技術向上にIoTが一躍担う              |                                 |
| 34                                                   | 11月25日 | 見えない泡を作れ!驚きの泡パワー                         |                                 |
| 35                                                   | 12月2日  | 捨てていた歯で治療!? 驚きの可能性                       |                                 |
| 36                                                   | 12月9日  | 2020年には当たり前!? ○○のミライ技術 大特集              |                                 |
| 37                                                   | 12月16日 | あなたの視線を科学する!“目は口ほどに物を言う”           |                                 |
| 38                                                   | 12月23日 | 消火するのは人間じゃない!?最新の消防技術                |                                 |
| （12月30日は『たけしの誰も知らない伝説』のため休止） |          |                                                         |                                 |

| 2018年                                            | 2018年  | 2018年                                            | 2018年                           |
| 回                                                | 放送日  | サブタイトル                                      | 備考                             |
| ------------------------------------------------- | ------- | ------------------------------------------------- | -------------------------------- |
| 39                                                | 1月6日  | 現金が消える!?お金のミライ                        |                                  |
| 40                                                | 1月13日 | 家庭のゴミを資源に変える!                         |                                  |
| 41                                                | 1月20日 | ウイルスに勝つ!?驚きのダチョウの力!               |                                  |
| 42                                                | 1月27日 | 住宅の寿命を延ばす新技術!                         |                                  |
| 43                                                | 2月3日  | 本物か偽物か?真贋を見極める技術                   |                                  |
| 44                                                | 2月10日 | 眠れない夜さようなら!睡眠の技術                   |                                  |
| 45                                                | 2月17日 | 工場はスゴイ!スペシャル                           |                                  |
| 46                                                | 2月24日 | 密着!地図制作の舞台裏・デジタル時代のアナログ現場 |                                  |
| 47                                                | 3月3日  | さようなら教育格差!賢い子どもはスマホで学ぶ       |                                  |
| （3月10日は『美の巨人たちスペシャル』のため休止） |         |                                                   |                                  |
| 48                                                | 3月17日 | 30年で進化した平成の技術と30年後のミライ技術      | 1時間スペシャル（22:00 - 23:00） |
| 49                                                | 3月24日 | ガンが治る!?驚きの遺伝子技術                      |                                  |
| 50                                                | 3月31日 | AIが人間になっちゃう!で仕事もサボれちゃうかも!?   |                                  |

## スタッフ
- 構成：水野英昭
- 撮影：岩崎圭介
- 編集：宮本和典
- MA：黒川博光
- 協力：aaiスタジオ
- 音効：塚本桂三
- オープニングCG：グレートインターナショナル
- 番宣：岩田牧子（テレビ東京）
- 制作協力：One's one
- AD：加藤恭兵
- ディレクター：伊崎真一郎
- プロデューサー：替山茂樹、日高充、高橋修、森崇王、海保正志、前田幸壱、東海伸治
- 制作：テレビ東京、日経映像

## ネット局
| 対象対象地域   | 放送局         | 系列           | 放送日時           | 放送期間       | 備考       |
| -------------- | -------------- | -------------- | ------------------ | -------------- | ---------- |
| 関東広域圏     | テレビ東京     | テレビ東京系列 | 土曜 22:30 - 23:00 | 2017年4月1日 - | 製作局     |
| 北海道         | テレビ北海道   | テレビ東京系列 | 土曜 22:30 - 23:00 | 2017年4月1日 - | 同時ネット |
| 愛知県         | テレビ愛知     | テレビ東京系列 | 土曜 22:30 - 23:00 | 2017年4月1日 - | 同時ネット |
| 大阪府         | テレビ大阪     | テレビ東京系列 | 土曜 22:30 - 23:00 | 2017年4月1日 - | 同時ネット |
| 岡山県・香川県 | テレビせとうち | テレビ東京系列 | 土曜 22:30 - 23:00 | 2017年4月1日 - | 同時ネット |
| 福岡県         | TVQ九州放送    | テレビ東京系列 | 土曜 22:30 - 23:00 | 2017年4月1日 - | 同時ネット |